# بيرقدار آقنجي
بيرقدار آقنجي (بالتركية: Bayraktar Akıncı)  هي طائرة مسيرة قتالية تطير على ارتفاع عالٍ، تطورها شركة «بايكار» (بالتركية: Baykar Savunma) التركية لتصنيع الطائرات بدون طيار للتصنيع الدفاعي. وفقًا لتقارير وسائل الإعلام، فإن آقنجي تزن 4.5 طناً، قادرة على نشر حمولة 1.5 طن تقريبًا مع هيكل طائرة مجهز بمحركين توربينيين. صدمت الصور الأولى للطائرة بدون طيار تقارير وسائل الإعلام في يونيو 2018. بدأ تشغيل المحرك في أغسطس 2019 بمحرك توربيني أوكراني Ivchenko-Progress AI-450C.

أُجريَ أول اختبار لمحرك الطائرات بدون طيار في 1 سبتمبر 2019. بعد الانتهاء من الاختبارات الفنية الأخرى، تم نقل الطائرة إلى قيادة مطار جورلو التابع للجيش التركي. بعد تجارب الإقلاع الآلية، قامت الطائرات بدون طيار برحلتها الأولى. في 6 ديسمبر 2019. بعد الرحلة التجريبية التي استمرت 16 دقيقة، هبطت بنجاح.

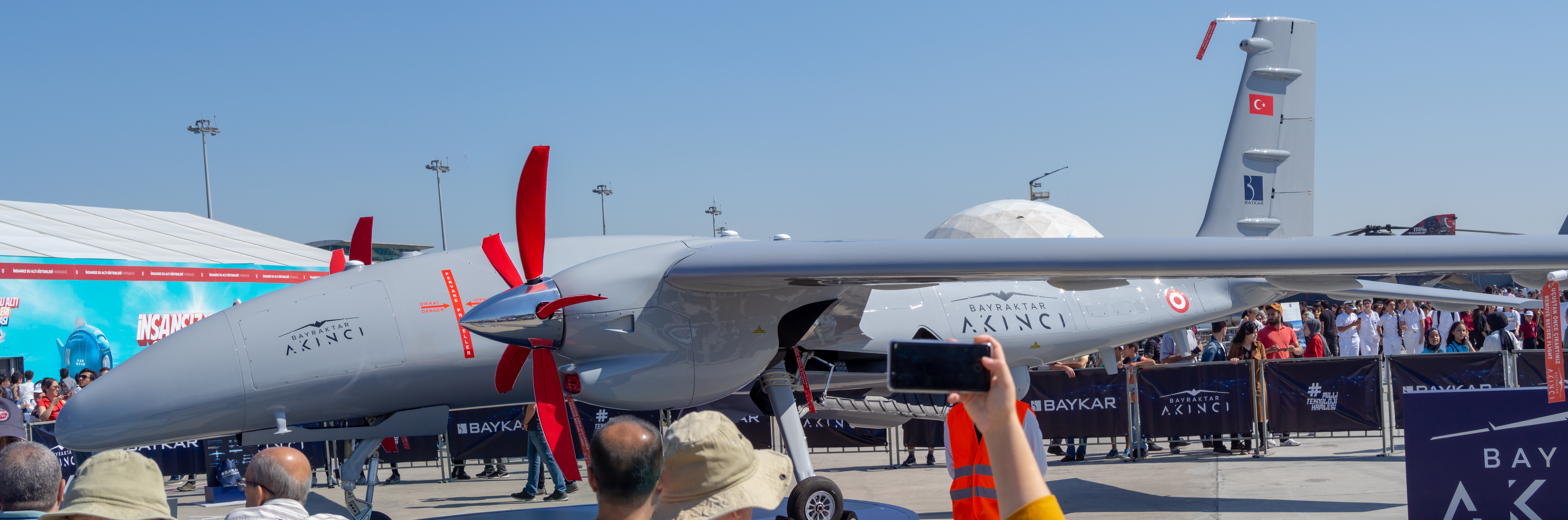
بيرقدار آقنجي في معرض "تكنوفست" (Teknofest) لعام 2019.

## استخدامها
استُخدمت الطائرة بيرقدار آقنجي في مهمة البحث عن حطام مروحية الرئيس الإيراني إبراهيم رئيسي في 20 مايو 2024، وتمكنت آقنجي بواسطة التصوير الحراري من تحديد مكان سقوط مروحية الرئيس.

## مواصفات الطائرة
مع جسم الطائرة الفريد وتصميم الجناح، فإن بيرقيدار آقنجي هي طائرة قتال استراتيجية يمكنها حمل حمولات مختلفة، وتتمتع بالمواصفات الاتية:
- أقصي سرعة 130-195 عقدة
- أقصي حمولة 5500 كجم
- اقصي ارتفاع 3000-4000 قدم
- التحمل حوالي 24 ساعة
- طول جناحيها 20 متر
- الارتفاع 4.1 متر
- الطول 12.2 متر

## المستخدمون
- تركيا
- أذربيجان
- باكستان
- ليبيا
- إثيوبيا
- بوركينا فاسو
- المغرب: في فبراير 2025، تسلم المغرب أولى طائرات بيرقدار آقنجي.[12]

- الصومال: حصل الصومال على طائرتي من طراز بيرقدار آقنجي في مارس 2025.[13]

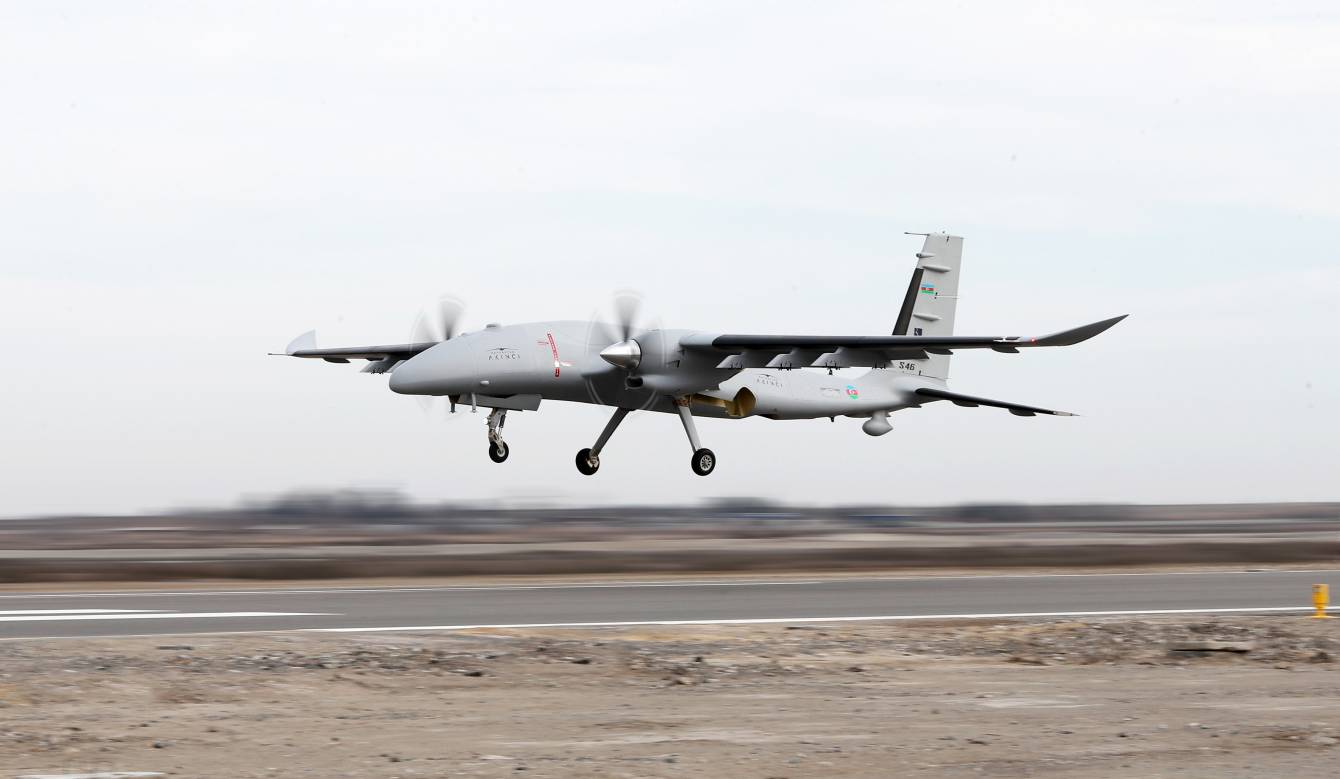
المسيرة بيرقيدار آقنجي.